# Lista de satélites Kosmos (1501–1750)
A designação Kosmos, em russo Ко́смос (Cosmos), 
é um nome genérico atribuído a um grande número de satélites da União Soviética (mais tarde Rússia).
Satélites com esta nomenclatura, incluem os de uso militar, sondas para a Lua e Planetas que foram mal sucedidas, protótipos de espaçonaves
e outros experimentos científicos.
Esta lista contempla os satélites com a designação Kosmos de 1501 a 1750.
| Designação  | Tipo           | Lançamento (GMT)              | Foguete               | Função                 | Queda/Destruição*       | Comentários                                                   |
| ----------- | -------------- | ----------------------------- | --------------------- | ---------------------- | ----------------------- | ------------------------------------------------------------- |
| Kosmos 1501 | Romb           | 30 de setembro de 1983 11:00  | Kosmos-3M 11K65M      | Calibragem             | 26 de maio de 1989      |                                                               |
| Kosmos 1502 | Taifun-1B      | 5 de outubro de 1983 12:00    | Kosmos-3M 11K65M      | Radar alvo             | 29 de agosto de 1985    |                                                               |
| Kosmos 1503 | Strela-2       | 12 de outubro de 1983 00:20   | Kosmos-3M 11K65M      | Comunicação            | em órbita               |                                                               |
| Kosmos 1504 | Yantar-4K2     | 14 de outubro de 1983 10:00   | Soyuz-U 11A511U       | Reconhecimento         | 6 de dezembro de 1983   |                                                               |
| Kosmos 1505 | Zenit-6        | 21 de outubro de 1983 12:10   | Soyuz-U 11A511U       | Reconhecimento         | 4 de novembro de 1983   |                                                               |
| Kosmos 1506 | Tsikada        | 26 de outubro de 1983 17:20   | Kosmos-3M 11K65M      | Navegação              | em órbita               |                                                               |
| Kosmos 1507 | US-P           | 29 de outubro de 1983 08:30   | Tsyklon-2 11K69       | ELINT                  | 19 de agosto de 1987    |                                                               |
| Kosmos 1508 | Taifun-1       | 11 de novembro de 1983 12:30  | Kosmos-3M 11K65M      | Radar alvo             | em órbita               |                                                               |
| Kosmos 1509 | Zenit-6        | 17 de novembro de 1983 12:15  | Soyuz-U 11A511U       | Reconhecimento         | 1 de dezembro de 1983   |                                                               |
| Kosmos 1510 | Geo-IK         | 24 de novembro de 1983 12:33  | Tsyklon-3 11K68       | Geodésia               | em órbita               |                                                               |
| Kosmos 1511 | Yantar-4K1     | 30 de novembro de 1983 13:45  | Soyuz-U 11A511U       | Reconhecimento         | 13 de janeiro de 1984   |                                                               |
| Kosmos 1512 | Zenit-6        | 7 de dezembro de 1983 12:10   | Soyuz-U 11A511U       | Reconhecimento         | 21 de dezembro de 1983  |                                                               |
| Kosmos 1513 | Parus          | 8 de dezembro de 1983 06:13   | Kosmos-3M 11K65M      | Navegação, Comunicação | em órbita               |                                                               |
| Kosmos 1514 | Bion           | 14 de dezembro de 1983 07:00  | Soyuz-U 11A511U       | Biológico              | 19 de dezembro de 1983  |                                                               |
| Kosmos 1515 | Tselina-D      | 15 de dezembro de 1983 12:25  | Tsyklon-3 11K68       | ELINT                  | em órbita               |                                                               |
| Kosmos 1516 | Yantar-1KFT    | 27 de dezembro de 1983 09:30  | Soyuz-U 11A511U       | Reconhecimento         | 9 de fevereiro de 1984  |                                                               |
| Kosmos 1517 | BOR-4          | 27 de dezembro de 1983 10:00  | Kosmos-3MRB 11K65M-RB | Teste                  | 27 de dezembro de 1983  | Segundo teste orbital do BOR-4 spaceplane protótipo           |
| Kosmos 1518 | US-K           | 28 de dezembro de 1983 03:48  | Molniya-M 8K78M       | Míssil de defesa       | 19 de setembro de 1998  |                                                               |
| Kosmos 1519 | Glonass        | 29 de dezembro de 1983 00:52  | Proton-K/DM-2 8K72K   | Navegação              | em órbita               |                                                               |
| Kosmos 1520 | Glonass        | 29 de dezembro de 1983 00:52  | Proton-K/DM-2 8K72K   | Navegação              | em órbita               |                                                               |
| Kosmos 1521 | Glonass        | 29 de dezembro de 1983 00:52  | Proton-K/DM-2 8K72K   | Navegação              | em órbita               |                                                               |
| Kosmos 1522 | Strela-1M      | 5 de janeiro de 1984 20:09    | Kosmos-3M 11K65M      | Comunicação            | em órbita               |                                                               |
| Kosmos 1523 | Strela-1M      | 5 de janeiro de 1984 20:09    | Kosmos-3M 11K65M      | Comunicação            | em órbita               |                                                               |
| Kosmos 1524 | Strela-1M      | 5 de janeiro de 1984 20:09    | Kosmos-3M 11K65M      | Comunicação            | em órbita               |                                                               |
| Kosmos 1525 | Strela-1M      | 5 de janeiro de 1984 20:09    | Kosmos-3M 11K65M      | Comunicação            | em órbita               |                                                               |
| Kosmos 1526 | Strela-1M      | 5 de janeiro de 1984 20:09    | Kosmos-3M 11K65M      | Comunicação            | em órbita               |                                                               |
| Kosmos 1527 | Strela-1M      | 5 de janeiro de 1984 20:09    | Kosmos-3M 11K65M      | Comunicação            | em órbita               |                                                               |
| Kosmos 1528 | Strela-1M      | 5 de janeiro de 1984 20:09    | Kosmos-3M 11K65M      | Comunicação            | em órbita               |                                                               |
| Kosmos 1529 | Strela-1M      | 5 de janeiro de 1984 20:09    | Kosmos-3M 11K65M      | Comunicação            | em órbita               |                                                               |
| Kosmos 1530 | Zenit-6        | 11 de janeiro de 1984 12:20   | Soyuz-U 11A511U       | Reconhecimento         | 25 de janeiro de 1984   |                                                               |
| Kosmos 1531 | Parus          | 11 de janeiro de 1984 18:08   | Kosmos-3M 11K65M      | Navegação, Comunicação | em órbita               |                                                               |
| Kosmos 1532 | Yantar-4K2     | 13 de janeiro de 1984 14:40   | Soyuz-U 11A511U       | Reconhecimento         | 26 de fevereiro de 1984 |                                                               |
| Kosmos 1533 | Zenit-6        | 26 de janeiro de 1984 08:50   | Soyuz-U2 11A511U2     | Reconhecimento         | 9 de fevereiro de 1984  |                                                               |
| Kosmos 1534 | Taifun-1       | 26 de janeiro de 1984 12:00   | Kosmos-3M 11K65M      | Radar alvo             | 20 de setembro de 1990  |                                                               |
| Kosmos 1535 | Parus          | 2 de fevereiro de 1984 17:38  | Kosmos-3M 11K65M      | Navegação, Comunicação | em órbita               |                                                               |
| Kosmos 1536 | Tselina-D      | 8 de fevereiro de 1984 09:23  | Tsyklon-3 11K68       | ELINT                  | em órbita               |                                                               |
| Kosmos 1537 | Resurs-F1      | 16 de fevereiro de 1984 08:15 | Soyuz-U 11A511U       | Sensoriamento remoto   | 1 de março de 1984      |                                                               |
| Kosmos 1538 | Strela-2       | 21 de fevereiro de 1984 15:36 | Kosmos-3M 11K65M      | Comunicação            | em órbita               |                                                               |
| Kosmos 1539 | Yantar-4K2     | 28 de fevereiro de 1984 13:59 | Soyuz-U 11A511U       | Reconhecimento         | 9 de abril de 1984      |                                                               |
| Kosmos 1540 | Potok          | 2 de março de 1984 03:54      | Proton-K/DM 8K72K     | Comunicação            | em órbita               |                                                               |
| Kosmos 1541 | US-K           | 6 de março de 1984 17:10      | Molniya-M 8K78M       | Míssil de defesa       | em órbita               |                                                               |
| Kosmos 1542 | Zenit-6        | 7 de março de 1984 08:00      | Soyuz-U2 11A511U2     | Reconhecimento         | 21 de março de 1984     |                                                               |
| Kosmos 1543 | Efir           | 10 de março de 1984 17:00     | Soyuz-U 11A511U       | Magnetosférico         | 5 de abril de 1984      |                                                               |
| Kosmos 1544 | Tselina-D      | 15 de março de 1984 17:05     | Tsyklon-3 11K68       | ELINT                  | em órbita               |                                                               |
| Kosmos 1545 | Zenit-6        | 21 de março de 1984 11:05     | Soyuz-U 11A511U       | Reconhecimento         | 5 de abril de 1984      |                                                               |
| Kosmos 1546 | US-KS          | 29 de março de 1984 05:53     | Proton-K/DM 8K72K     | Míssil de defesa       | em órbita               |                                                               |
| Kosmos 1547 | US-K           | 4 de abril de 1984 01:40      | Molniya-M 8K78M       | Míssil de defesa       | em órbita               |                                                               |
| Kosmos 1548 | Yantar-4K2     | 10 de abril de 1984 14:00     | Soyuz-U 11A511U       | Reconhecimento         | 25 de maio de 1984      |                                                               |
| Kosmos 1549 | Zenit-6        | 19 de abril de 1984 11:40     | Soyuz-U 11A511U       | Reconhecimento         | 3 de maio de 1984       |                                                               |
| Kosmos 1550 | Parus          | 11 de maio de 1984 06:19      | Kosmos-3M 11K65M      | Navegação, Comunicação | em órbita               |                                                               |
| Kosmos 1551 | Zenit-6        | 11 de maio de 1984 13:00      | Soyuz-U 11A511U       | Reconhecimento         | 23 de maio de 1984      |                                                               |
| Kosmos 1552 | Yantar-4KS1    | 14 de maio de 1984 14:00      | Soyuz-U 11A511U       | Reconhecimento         | 3 de novembro de 1984   |                                                               |
| Kosmos 1553 | Tsikada        | 17 de maio de 1984 14:43      | Kosmos-3M 11K65M      | Navegação              | em órbita               |                                                               |
| Kosmos 1554 | Glonass        | 19 de maio de 1984 15:11      | Proton-K/DM-2 8K72K   | Navegação              | em órbita               |                                                               |
| Kosmos 1555 | Glonass        | 19 de maio de 1984 15:11      | Proton-K/DM-2 8K72K   | Navegação              | em órbita               |                                                               |
| Kosmos 1556 | Glonass        | 19 de maio de 1984 15:11      | Proton-K/DM-2 8K72K   | Navegação              | em órbita               |                                                               |
| Kosmos 1557 | Zenit-4MKT     | 22 de maio de 1984 08:30      | Soyuz-U 11A511U       | Reconhecimento         | 4 de junho de 1984      |                                                               |
| Kosmos 1558 | Yantar-4K2     | 25 de maio de 1984 11:30      | Soyuz-U 11A511U       | Reconhecimento         | 8 de julho de 1984      |                                                               |
| Kosmos 1559 | Strela-1M      | 28 de maio de 1984 21:52      | Kosmos-3M 11K65M      | Comunicação            | em órbita               |                                                               |
| Kosmos 1560 | Strela-1M      | 28 de maio de 1984 21:52      | Kosmos-3M 11K65M      | Comunicação            | em órbita               |                                                               |
| Kosmos 1561 | Strela-1M      | 28 de maio de 1984 21:52      | Kosmos-3M 11K65M      | Comunicação            | em órbita               |                                                               |
| Kosmos 1562 | Strela-1M      | 28 de maio de 1984 21:52      | Kosmos-3M 11K65M      | Comunicação            | em órbita               |                                                               |
| Kosmos 1563 | Strela-1M      | 28 de maio de 1984 21:52      | Kosmos-3M 11K65M      | Comunicação            | em órbita               |                                                               |
| Kosmos 1564 | Strela-1M      | 28 de maio de 1984 21:52      | Kosmos-3M 11K65M      | Comunicação            | em órbita               |                                                               |
| Kosmos 1565 | Strela-1M      | 28 de maio de 1984 21:52      | Kosmos-3M 11K65M      | Comunicação            | em órbita               |                                                               |
| Kosmos 1566 | Strela-1M      | 28 de maio de 1984 21:52      | Kosmos-3M 11K65M      | Comunicação            | em órbita               |                                                               |
| Kosmos 1567 | US-P           | 30 de maio de 1984 18:46      | Tsyklon-2 11K69       | ELINT                  | 3 de abril de 1988      |                                                               |
| Kosmos 1568 | Zenit-6        | 1 de junho de 1984 13:50      | Soyuz-U 11A511U       | Reconhecimento         | 14 de junho de 1984     |                                                               |
| Kosmos 1569 | US-K           | 6 de junho de 1984 15:34      | Molniya-M 8K78M       | Míssil de defesa       | 7 de maio de 2001       |                                                               |
| Kosmos 1570 | Strela-2       | 8 de junho de 1984 11:28      | Kosmos-3M 11K65M      | Comunicação            | em órbita               |                                                               |
| Kosmos 1571 | Zenit-8        | 11 de junho de 1984 08:40     | Soyuz-U 11A511U       | Reconhecimento         | 26 de junho de 1984     |                                                               |
| Kosmos 1572 | Resurs-F1      | 15 de junho de 1984 08:20     | Soyuz-U 11A511U       | Sensoriamento remoto   | 29 de junho de 1984     |                                                               |
| Kosmos 1573 | Zenit-6        | 19 de junho de 1984 10:55     | Soyuz-U 11A511U       | Reconhecimento         | 28 de junho de 1984     |                                                               |
| Kosmos 1574 | Nadezhda       | 21 de junho de 1984 19:40     | Kosmos-3M 11K65M      | Navegação, Tecnologia  | em órbita               |                                                               |
| Kosmos 1575 | Resurs-F1      | 22 de junho de 1984 07:40     | Soyuz-U 11A511U       | Sensoriamento remoto   | 7 de julho de 1984      |                                                               |
| Kosmos 1576 | Yantar-4K2     | 26 de junho de 1984 15:35     | Soyuz-U 11A511U       | Reconhecimento         | 24 de agosto de 1984    |                                                               |
| Kosmos 1577 | Parus          | 27 de junho de 1984 04:59     | Kosmos-3M 11K65M      | Navegação, Comunicação | em órbita               |                                                               |
| Kosmos 1578 | Taifun-1B      | 28 de junho de 1984 13:10     | Kosmos-3M 11K65M      | Radar alvo             | 10 de janeiro de 1993   |                                                               |
| Kosmos 1579 | US-A           | 29 de junho de 1984 00:21     | Tsyklon-2 11K69       | Reconhecimento         | 5 de novembro de 1984   |                                                               |
| Kosmos 1580 | Zenit-8        | 29 de junho de 1984 15:00     | Soyuz-U 11A511U       | Reconhecimento         | 13 de julho de 1984     |                                                               |
| Kosmos 1581 | US-K           | 3 de julho de 1984 21:31      | Molniya-M 8K78M       | Míssil de defesa       | em órbita               |                                                               |
| Kosmos 1582 | Resurs-F1      | 19 de julho de 1984 08:30     | Soyuz-U 11A511U       | Sensoriamento remoto   | 2 de agosto de 1984     |                                                               |
| Kosmos 1583 | Zenit-8        | 24 de julho de 1984 12:40     | Soyuz-U 11A511U       | Reconhecimento         | 8 de agosto de 1984     |                                                               |
| Kosmos 1584 | Zenit-8        | 27 de julho de 1984 08:59     | Soyuz-U 11A511U       | Reconhecimento         | 10 de agosto de 1984    |                                                               |
| Kosmos 1585 | Yantar-4K2     | 31 de julho de 1984 12:29     | Soyuz-U 11A511U       | Reconhecimento         | 28 de setembro de 1984  |                                                               |
| Kosmos 1586 | US-K           | 2 de agosto de 1984 08:38     | Molniya-M 8K78M       | Míssil de defesa       | em órbita               |                                                               |
| Kosmos 1587 | Zenit-8        | 6 de agosto de 1984 14:00     | Soyuz-U 11A511U       | Reconhecimento         | 31 de agosto de 1984    |                                                               |
| Kosmos 1588 | US-P           | 7 de agosto de 1984 22:50     | Tsyklon-2 11K69       | ELINT                  | 17 de fevereiro de 1988 |                                                               |
| Kosmos 1589 | Geo-IK         | 8 de agosto de 1984 12:08     | Tsyklon-3 11K68       | Geodésia               | em órbita               |                                                               |
| Kosmos 1590 | Resurs-F1      | 16 de agosto de 1984 09:50    | Soyuz-U 11A511U       | Sensoriamento remoto   | 30 de agosto de 1984    |                                                               |
| Kosmos 1591 | Resurs-F1      | 30 de agosto de 1984 10:10    | Soyuz-U 11A511U       | Sensoriamento remoto   | 13 de setembro de 1984  |                                                               |
| Kosmos 1592 | Zenit-8        | 4 de setembro de 1984 10:20   | Soyuz-U 11A511U       | Reconhecimento         | 18 de setembro de 1984  |                                                               |
| Kosmos 1593 | Glonass        | 4 de setembro de 1984 15:49   | Proton-K/DM-2 8K72K   | Navegação              | em órbita               |                                                               |
| Kosmos 1594 | Glonass        | 4 de setembro de 1984 15:49   | Proton-K/DM-2 8K72K   | Navegação              | em órbita               |                                                               |
| Kosmos 1595 | Glonass        | 4 de setembro de 1984 15:49   | Proton-K/DM-2 8K72K   | Navegação              | em órbita               |                                                               |
| Kosmos 1596 | US-K           | 7 de setembro de 1984 19:13   | Molniya-M 8K78M       | Míssil de defesa       | em órbita               |                                                               |
| Kosmos 1597 | Zenit-4MKT     | 13 de setembro de 1984 10:25  | Soyuz-U 11A511U       | Reconhecimento         | 26 de setembro de 1984  |                                                               |
| Kosmos 1598 | Parus          | 13 de setembro de 1984 15:54  | Kosmos-3M 11K65M      | Navegação, Comunicação | em órbita               |                                                               |
| Kosmos 1599 | Yantar-4K2     | 25 de setembro de 1984 14:30  | Soyuz-U 11A511U       | Reconhecimento         | 20 de novembro de 1984  |                                                               |
| Kosmos 1600 | Zenit-8        | 27 de setembro de 1984 08:10  | Soyuz-U 11A511U       | Reconhecimento         | 11 de outubro de 1984   |                                                               |
| Kosmos 1601 | Romb           | 27 de setembro de 1984 09:30  | Kosmos-3M 11K65M      | Calibragem             | 29 de novembro de 1989  |                                                               |
| Kosmos 1602 | Okean-OE       | 28 de setembro de 1984 06:00  | Tsyklon-3 11K68       | Oceanografia           | em órbita               |                                                               |
| Kosmos 1603 | Tselina-2      | 28 de setembro de 1984 14:00  | Proton-K/DM-2 8K72K   | ELINT                  | em órbita               |                                                               |
| Kosmos 1604 | US-K           | 4 de outubro de 1984 19:49    | Molniya-M 8K78M       | Míssil de defesa       | em órbita               |                                                               |
| Kosmos 1605 | Parus          | 11 de outubro de 1984 14:43   | Kosmos-3M 11K65M      | Navegação, Comunicação | em órbita               |                                                               |
| Kosmos 1606 | Tselina-D      | 18 de outubro de 1984 17:46   | Tsyklon-3 11K68       | ELINT                  | em órbita               |                                                               |
| Kosmos 1607 | US-A           | 31 de outubro de 1984 12:29   | Tsyklon-2 11K69       | Reconhecimento         | 28 de março de 1985     |                                                               |
| Kosmos 1608 | Yantar-1KFT    | 14 de novembro de 1984 07:40  | Soyuz-U 11A511U       | Reconhecimento         | 17 de dezembro de 1984  |                                                               |
| Kosmos 1609 | Zenit-8        | 14 de novembro de 1984 12:20  | Soyuz-U 11A511U       | Reconhecimento         | 28 de novembro de 1984  |                                                               |
| Kosmos 1610 | Parus          | 15 de novembro de 1984 06:40  | Kosmos-3M 11K65M      | Navegação, Comunicação | em órbita               |                                                               |
| Kosmos 1611 | Yantar-4K2     | 21 de novembro de 1984 10:30  | Soyuz-U 11A511U       | Reconhecimento         | 11 de janeiro de 1985   |                                                               |
| Kosmos 1612 | Meteor-3       | 27 de novembro de 1984 14:12  | Tsyklon-3 11K68       | Meteorológico          | 31 de janeiro de 1985   |                                                               |
| Kosmos 1613 | Zenit-8        | 29 de novembro de 1984 14:00  | Soyuz-U 11A511U       | Reconhecimento         | 24 de dezembro de 1984  |                                                               |
| Kosmos 1614 | BOR-4          | 19 de dezembro de 1984 03:55  | Kosmos-3MRB 11K65M-RB | Teste                  | 19 de dezembro de 1984  | Último (terceiro) teste orbital do BOR-4 spaceplane protótipo |
| Kosmos 1615 | Taifun-1B      | 20 de dezembro de 1984 13:00  | Kosmos-3M 11K65M      | Radar alvo             | 15 de abril de 1990     |                                                               |
| Kosmos 1616 | Yantar-4K2     | 9 de janeiro de 1985 10:45    | Soyuz-U 11A511U       | Reconhecimento         | 4 de março de 1985      |                                                               |
| Kosmos 1617 | Strela-3       | 15 de janeiro de 1985 14:50   | Tsyklon-3 11K68       | Comunicação            | em órbita               |                                                               |
| Kosmos 1618 | Strela-3       | 15 de janeiro de 1985 14:50   | Tsyklon-3 11K68       | Comunicação            | em órbita               |                                                               |
| Kosmos 1619 | Strela-3       | 15 de janeiro de 1985 14:50   | Tsyklon-3 11K68       | Comunicação            | em órbita               |                                                               |
| Kosmos 1620 | Strela-3       | 15 de janeiro de 1985 14:50   | Tsyklon-3 11K68       | Comunicação            | em órbita               |                                                               |
| Kosmos 1621 | Strela-3       | 15 de janeiro de 1985 14:50   | Tsyklon-3 11K68       | Comunicação            | em órbita               |                                                               |
| Kosmos 1622 | Strela-3       | 15 de janeiro de 1985 14:50   | Tsyklon-3 11K68       | Comunicação            | em órbita               |                                                               |
| Kosmos 1623 | Zenit-8        | 16 de janeiro de 1985 08:19   | Soyuz-U 11A511U       | Reconhecimento         | 30 de janeiro de 1985   |                                                               |
| Kosmos 1624 | Strela-2       | 17 de janeiro de 1985 17:46   | Kosmos-3M 11K65M      | Comunicação            | em órbita               |                                                               |
| Kosmos 1625 | US-P           | 23 de janeiro de 1985 19:58   | Tsyklon-2 11K69       | ELINT                  | 25 de janeiro de 1985   |                                                               |
| Kosmos 1626 | Tselina-D      | 24 de janeiro de 1985 16:45   | Tsyklon-3 11K68       | ELINT                  | em órbita               |                                                               |
| Kosmos 1627 | Parus          | 1 de fevereiro de 1985 19:36  | Kosmos-3M 11K65M      | Navegação, Comunicação | em órbita               |                                                               |
| Kosmos 1628 | Zenit-8        | 6 de fevereiro de 1985 11:00  | Soyuz-U 11A511U       | Reconhecimento         | 20 de fevereiro de 1985 |                                                               |
| Kosmos 1629 | US-KS          | 21 de fevereiro de 1985 07:57 | Proton-K/DM 8K72K     | Míssil de defesa       | em órbita               |                                                               |
| Kosmos 1630 | Yantar-4K2     | 27 de fevereiro de 1985 11:10 | Soyuz-U 11A511U       | Reconhecimento         | 23 de abril de 1985     |                                                               |
| Kosmos 1631 | Taifun-1       | 27 de fevereiro de 1985 12:56 | Kosmos-3M 11K65M      | Radar alvo             | 8 de dezembro de 1990   |                                                               |
| Kosmos 1632 | Zenit-8        | 1 de março de 1985 10:40      | Soyuz-U 11A511U       | Reconhecimento         | 15 de março de 1985     |                                                               |
| Kosmos 1633 | Tselina-D      | 5 de março de 1985 15:39      | Tsyklon-3 11K68       | ELINT                  | em órbita               |                                                               |
| Kosmos 1634 | Parus          | 14 de março de 1985 01:09     | Kosmos-3M 11K65M      | Navegação, Comunicação | em órbita               |                                                               |
| Kosmos 1635 | Strela-1M      | 21 de março de 1985 00:08     | Kosmos-3M 11K65M      | Comunicação            | em órbita               |                                                               |
| Kosmos 1636 | Strela-1M      | 21 de março de 1985 00:08     | Kosmos-3M 11K65M      | Comunicação            | em órbita               |                                                               |
| Kosmos 1637 | Strela-1M      | 21 de março de 1985 00:08     | Kosmos-3M 11K65M      | Comunicação            | em órbita               |                                                               |
| Kosmos 1638 | Strela-1M      | 21 de março de 1985 00:08     | Kosmos-3M 11K65M      | Comunicação            | em órbita               |                                                               |
| Kosmos 1639 | Strela-1M      | 21 de março de 1985 00:08     | Kosmos-3M 11K65M      | Comunicação            | em órbita               |                                                               |
| Kosmos 1640 | Strela-1M      | 21 de março de 1985 00:08     | Kosmos-3M 11K65M      | Comunicação            | em órbita               |                                                               |
| Kosmos 1641 | Strela-1M      | 21 de março de 1985 00:08     | Kosmos-3M 11K65M      | Comunicação            | em órbita               |                                                               |
| Kosmos 1642 | Strela-1M      | 21 de março de 1985 00:08     | Kosmos-3M 11K65M      | Comunicação            | em órbita               |                                                               |
| Kosmos 1643 | Yantar-4KS1    | 25 de março de 1985 10:00     | Soyuz-U 11A511U       | Reconhecimento         | 18 de outubro de 1985   |                                                               |
| Kosmos 1644 | Zenit-8        | 3 de abril de 1985 08:40      | Soyuz-U 11A511U       | Reconhecimento         | 17 de abril de 1985     |                                                               |
| Kosmos 1645 | Foton          | 16 de abril de 1985 17:15     | Soyuz-U 11A511U       | Materials              | 29 de abril de 1985     |                                                               |
| Kosmos 1646 | US-P           | 18 de abril de 1985 21:40     | Tsyklon-2 11K69       | ELINT                  | 12 de maio de 1988      |                                                               |
| Kosmos 1647 | Yantar-4K2     | 19 de abril de 1985 14:00     | Soyuz-U 11A511U       | Reconhecimento         | 11 de junho de 1985     |                                                               |
| Kosmos 1648 | Zenit-8        | 25 de abril de 1985 09:30     | Soyuz-U 11A511U       | Reconhecimento         | 6 de maio de 1985       |                                                               |
| Kosmos 1649 | Zenit-8        | 15 de maio de 1985 12:40      | Soyuz-U 11A511U       | Reconhecimento         | 29 de maio de 1985      |                                                               |
| Kosmos 1650 | Glonass        | 17 de maio de 1985 22:28      | Proton-K/DM-2 8K72K   | Navegação              | em órbita               |                                                               |
| Kosmos 1651 | Glonass        | 17 de maio de 1985 22:28      | Proton-K/DM-2 8K72K   | Navegação              | em órbita               |                                                               |
| Kosmos 1652 | Glonass        | 17 de maio de 1985 22:28      | Proton-K/DM-2 8K72K   | Navegação              | em órbita               |                                                               |
| Kosmos 1653 | Resurs-F1      | 22 de maio de 1985 08:35      | Soyuz-U 11A511U       | Sensoriamento remoto   | 5 de junho de 1985      |                                                               |
| Kosmos 1654 | Yantar-4K2     | 23 de maio de 1985 12:40      | Soyuz-U 11A511U       | Reconhecimento         | 7 de agosto de 1985     |                                                               |
| Kosmos 1655 | Tsikada        | 30 de maio de 1985 01:14      | Kosmos-3M 11K65M      | Navegação              | em órbita               |                                                               |
| Kosmos 1656 | Tselina-2      | 30 de maio de 1985 14:59      | Proton-K/DM-2 8K72K   | ELINT                  | em órbita               |                                                               |
| Kosmos 1657 | Resurs-F1      | 7 de junho de 1985 07:45      | Soyuz-U 11A511U       | Sensoriamento remoto   | 21 de junho de 1985     |                                                               |
| Kosmos 1658 | US-K           | 11 de junho de 1985 14:27     | Molniya-M 8K78M       | Míssil de defesa       | 12 de novembro de 2005  |                                                               |
| Kosmos 1659 | Zenit-8        | 13 de junho de 1985 12:20     | Soyuz-U 11A511U       | Reconhecimento         | 27 de junho de 1985     |                                                               |
| Kosmos 1660 | Geo-IK         | 14 de junho de 1985 10:36     | Tsyklon-3 11K68       | Geodésia               | em órbita               |                                                               |
| Kosmos 1661 | US-K           | 18 de junho de 1985 00:40     | Molniya-M 8K78M       | Míssil de defesa       | em órbita               |                                                               |
| Kosmos 1662 | Romb           | 19 de junho de 1985 11:30     | Kosmos-3M 11K65M      | Calibragem             | 16 de novembro de 1989  |                                                               |
| Kosmos 1663 | Resurs-F1      | 21 de junho de 1985 07:45     | Soyuz-U 11A511U       | Sensoriamento remoto   | 5 de julho de 1985      |                                                               |
| Kosmos 1664 | Zenit-8        | 26 de junho de 1985 12:35     | Soyuz-U 11A511U       | Reconhecimento         | 5 de julho de 1985      |                                                               |
| Kosmos 1665 | Zenit-8        | 3 de julho de 1985 12:10      | Soyuz-U 11A511U       | Reconhecimento         | 17 de julho de 1985     |                                                               |
| Kosmos 1666 | Tselina-D      | 8 de julho de 1985 23:40      | Tsyklon-3 11K68       | ELINT                  | em órbita               |                                                               |
| Kosmos 1667 | Bion           | 10 de julho de 1985 03:15     | Soyuz-U 11A511U       | Biológico              | 17 de julho de 1985     |                                                               |
| Kosmos 1668 | Zenit-8        | 15 de julho de 1985 06:30     | Soyuz-U 11A511U       | Reconhecimento         | 29 de julho de 1985     |                                                               |
| Kosmos 1669 | Progress 7K-TG | 19 de julho de 1985 13:05     | Soyuz-U 11A511U       | Logística              | 30 de agosto de 1985    | Acoplado com a Salyut 7                                       |
| Kosmos 1670 | US-A           | 1 de agosto de 1985 05:36     | Tsyklon-2 11K69       | Reconhecimento         | 8 de dezembro de 1985   |                                                               |
| Kosmos 1671 | Zenit-8        | 2 de agosto de 1985 11:40     | Soyuz-U 11A511U       | Reconhecimento         | 16 de agosto de 1985    |                                                               |
| Kosmos 1672 | Resurs-F1      | 7 de agosto de 1985 09:50     | Soyuz-U 11A511U       | Sensoriamento remoto   | 21 de agosto de 1985    |                                                               |
| Kosmos 1673 | Yantar-1KFT    | 8 de agosto de 1985 10:19     | Soyuz-U 11A511U       | Reconhecimento         | 19 de setembro de 1985  |                                                               |
| Kosmos 1674 | Tselina-D      | 8 de agosto de 1985 11:49     | Tsyklon-3 11K68       | ELINT                  | em órbita               |                                                               |
| Kosmos 1675 | US-K           | 12 de agosto de 1985 15:09    | Molniya-M 8K78M       | Míssil de defesa       | em órbita               |                                                               |
| Kosmos 1676 | Yantar-4K2     | 16 de agosto de 1985 15:10    | Soyuz-U 11A511U       | Reconhecimento         | 14 de outubro de 1985   |                                                               |
| Kosmos 1677 | US-A           | 23 de agosto de 1985 22:33    | Tsyklon-2 11K69       | Reconhecimento         | 14 de dezembro de 1985  |                                                               |
| Kosmos 1678 | Resurs-F1      | 29 de agosto de 1985 10:15    | Soyuz-U 11A511U       | Sensoriamento remoto   | 12 de setembro de 1985  |                                                               |
| Kosmos 1679 | Yantar-4K2     | 29 de agosto de 1985 11:33    | Soyuz-U 11A511U       | Reconhecimento         | 18 de outubro de 1985   |                                                               |
| Kosmos 1680 | Strela-2       | 4 de setembro de 1985 07:05   | Kosmos-3M 11K65M      | Comunicação            | em órbita               |                                                               |
| Kosmos 1681 | Zenit-4MKT     | 6 de setembro de 1985 10:45   | Soyuz-U 11A511U       | Reconhecimento         | 19 de setembro de 1985  |                                                               |
| Kosmos 1682 | US-P           | 19 de setembro de 1985 01:32  | Tsyklon-2 11K69       | ELINT                  | 17 de maio de 1988      |                                                               |
| Kosmos 1683 | Zenit-8        | 19 de setembro de 1985 10:10  | Soyuz-U 11A511U       | Reconhecimento         | 4 de outubro de 1985    |                                                               |
| Kosmos 1684 | US-K           | 24 de setembro de 1985 01:18  | Molniya-M 8K78M       | Míssil de defesa       | em órbita               |                                                               |
| Kosmos 1685 | Zenit-8        | 26 de setembro de 1985 11:15  | Soyuz-U 11A511U       | Reconhecimento         | 10 de outubro de 1985   |                                                               |
| Kosmos 1686 | TKS-M          | 27 de setembro de 1985 08:41  | Proton-K 8K72K        | Tecnologia             | 7 de fevereiro de 1991  |                                                               |
| Kosmos 1687 | US-K           | 30 de setembro de 1985 19:23  | Molniya-M 8K78M       | Míssil de defesa       | em órbita               |                                                               |
| Kosmos 1688 | Romb           | 2 de outubro de 1985 06:00    | Kosmos-3M 11K65M      | Calibragem             | 2 de julho de 1988      |                                                               |
| Kosmos 1689 | Resurs-O1      | 3 de outubro de 1985 05:48    | Vostok-2M 8A92M       | Sensoriamento remoto   | 14 de janeiro de 2001   |                                                               |
| Kosmos 1690 | Strela-3       | 9 de outubro de 1985 21:35    | Tsyklon-3 11K68       | Comunicação            | em órbita               |                                                               |
| Kosmos 1691 | Strela-3       | 9 de outubro de 1985 21:35    | Tsyklon-3 11K68       | Comunicação            | em órbita               |                                                               |
| Kosmos 1692 | Strela-3       | 9 de outubro de 1985 21:35    | Tsyklon-3 11K68       | Comunicação            | em órbita               |                                                               |
| Kosmos 1693 | Strela-3       | 9 de outubro de 1985 21:35    | Tsyklon-3 11K68       | Comunicação            | em órbita               |                                                               |
| Kosmos 1694 | Strela-3       | 9 de outubro de 1985 21:35    | Tsyklon-3 11K68       | Comunicação            | em órbita               |                                                               |
| Kosmos 1695 | Strela-3       | 9 de outubro de 1985 21:35    | Tsyklon-3 11K68       | Comunicação            | em órbita               |                                                               |
| Kosmos 1696 | Zenit-8        | 16 de outubro de 1985 09:25   | Soyuz-U 11A511U       | Reconhecimento         | 30 de outubro de 1985   |                                                               |
| Kosmos 1697 | Tselina-2      | 22 de outubro de 1985 07:00   | Zenit-2 11K77         | ELINT                  | em órbita               |                                                               |
| Kosmos 1698 | US-K           | 22 de outubro de 1985 20:24   | Molniya-M 8K78M       | Míssil de defesa       | em órbita               |                                                               |
| Kosmos 1699 | Yantar-4K2     | 25 de outubro de 1985 14:40   | Soyuz-U 11A511U       | Reconhecimento         | 23 de dezembro de 1985  |                                                               |
| Kosmos 1700 | Luch           | 25 de outubro de 1985 15:45   | Proton-K/DM-2 8K72K   | Comunicação            | em órbita               |                                                               |
| Kosmos 1701 | US-K           | 9 de novembro de 1985 08:25   | Molniya-M 8K78M       | Míssil de defesa       | 11 de maio de 2001      |                                                               |
| Kosmos 1702 | Zenit-8        | 13 de novembro de 1985 12:25  | Soyuz-U 11A511U       | Reconhecimento         | 27 de novembro de 1985  |                                                               |
| Kosmos 1703 | Tselina-D      | 22 de novembro de 1985 22:20  | Tsyklon-3 11K68       | ELINT                  | em órbita               |                                                               |
| Kosmos 1704 | Parus          | 28 de novembro de 1985 13:12  | Kosmos-3M 11K65M      | Navegação, Comunicação | em órbita               |                                                               |
| Kosmos 1705 | Zenit-8        | 3 de dezembro de 1985 12:15   | Soyuz-U 11A511U       | Reconhecimento         | 17 de dezembro de 1985  |                                                               |
| Kosmos 1706 | Yantar-4K2     | 11 de dezembro de 1985 14:40  | Soyuz-U 11A511U       | Reconhecimento         | 9 de fevereiro de 1986  |                                                               |
| Kosmos 1707 | Tselina-D      | 12 de dezembro de 1985 15:51  | Tsyklon-3 11K68       | ELINT                  | em órbita               |                                                               |
| Kosmos 1708 | Resurs-F1      | 13 de dezembro de 1985 07:45  | Soyuz-U 11A511U       | Sensoriamento remoto   | 27 de dezembro de 1985  |                                                               |
| Kosmos 1709 | Parus          | 19 de dezembro de 1985 08:46  | Kosmos-3M 11K65M      | Navegação, Comunicação | em órbita               |                                                               |
| Kosmos 1710 | Glonass        | 24 de dezembro de 1985 21:43  | Proton-K/DM-2 8K72K   | Navegação              | em órbita               |                                                               |
| Kosmos 1711 | Glonass        | 24 de dezembro de 1985 21:43  | Proton-K/DM-2 8K72K   | Navegação              | em órbita               |                                                               |
| Kosmos 1712 | Glonass        | 24 de dezembro de 1985 21:43  | Proton-K/DM-2 8K72K   | Navegação              | em órbita               |                                                               |
| Kosmos 1713 | Efir           | 27 de dezembro de 1985 17:06  | Soyuz-U 11A511U       | Magnetosférico         | 22 de janeiro de 1986   |                                                               |
| Kosmos 1714 | Tselina-2      | 28 de dezembro de 1985 09:16  | Zenit-2 11K77         | ELINT                  | em órbita               |                                                               |
| Kosmos 1715 | Zenit-8        | 8 de janeiro de 1986 11:25    | Soyuz-U 11A511U       | Reconhecimento         | 22 de janeiro de 1986   |                                                               |
| Kosmos 1716 | Strela-1M      | 9 de janeiro de 1986 02:48    | Kosmos-3M 11K65M      | Comunicação            | em órbita               |                                                               |
| Kosmos 1717 | Strela-1M      | 9 de janeiro de 1986 02:48    | Kosmos-3M 11K65M      | Comunicação            | em órbita               |                                                               |
| Kosmos 1718 | Strela-1M      | 9 de janeiro de 1986 02:48    | Kosmos-3M 11K65M      | Comunicação            | em órbita               |                                                               |
| Kosmos 1719 | Strela-1M      | 9 de janeiro de 1986 02:48    | Kosmos-3M 11K65M      | Comunicação            | em órbita               |                                                               |
| Kosmos 1720 | Strela-1M      | 9 de janeiro de 1986 02:48    | Kosmos-3M 11K65M      | Comunicação            | em órbita               |                                                               |
| Kosmos 1721 | Strela-1M      | 9 de janeiro de 1986 02:48    | Kosmos-3M 11K65M      | Comunicação            | em órbita               |                                                               |
| Kosmos 1722 | Strela-1M      | 9 de janeiro de 1986 02:48    | Kosmos-3M 11K65M      | Comunicação            | em órbita               |                                                               |
| Kosmos 1723 | Strela-1M      | 9 de janeiro de 1986 02:48    | Kosmos-3M 11K65M      | Comunicação            | em órbita               |                                                               |
| Kosmos 1724 | Yantar-4K2     | 15 de janeiro de 1986 14:20   | Soyuz-U 11A511U       | Reconhecimento         | 15 de março de 1986     |                                                               |
| Kosmos 1725 | Parus          | 16 de janeiro de 1986 11:38   | Kosmos-3M 11K65M      | Navegação, Comunicação | em órbita               |                                                               |
| Kosmos 1726 | Tselina-D      | 17 de janeiro de 1986 07:21   | Tsyklon-3 11K68       | ELINT                  | em órbita               |                                                               |
| Kosmos 1727 | Tsikada        | 23 de janeiro de 1986 18:52   | Kosmos-3M 11K65M      | Navegação              | em órbita               |                                                               |
| Kosmos 1728 | Zenit-8        | 28 de janeiro de 1986 08:35   | Soyuz-U 11A511U       | Reconhecimento         | 11 de fevereiro de 1986 |                                                               |
| Kosmos 1729 | US-K           | 1 de fevereiro de 1986 18:11  | Molniya-M 8K78M       | Míssil de defesa       | em órbita               |                                                               |
| Kosmos 1730 | Zenit-8        | 4 de fevereiro de 1986 11:15  | Soyuz-U 11A511U       | Reconhecimento         | 13 de fevereiro de 1986 |                                                               |
| Kosmos 1731 | Yantar-4KS1    | 7 de fevereiro de 1986 08:45  | Soyuz-U 11A511U       | Reconhecimento         | 3 de outubro de 1986    |                                                               |
| Kosmos 1732 | Geo-IK         | 11 de fevereiro de 1986 06:56 | Tsyklon-3 11K68       | Geodésia               | em órbita               |                                                               |
| Kosmos 1733 | Tselina-D      | 19 de fevereiro de 1986 23:04 | Tsyklon-3 11K68       | ELINT                  | em órbita               |                                                               |
| Kosmos 1734 | Yantar-4K2     | 26 de fevereiro de 1986 13:40 | Soyuz-U 11A511U       | Reconhecimento         | 26 de abril de 1986     |                                                               |
| Kosmos 1735 | US-PM          | 27 de fevereiro de 1986 01:44 | Tsyklon-2 11K69       | Reconhecimento         | 17 de novembro de 1988  |                                                               |
| Kosmos 1736 | US-A           | 21 de março de 1986 10:05     | Tsyklon-2 11K69       | Reconhecimento         | 1 de setembro de 1986   |                                                               |
| Kosmos 1737 | US-PM          | 25 de março de 1986 19:26     | Tsyklon-2 11K69       | Reconhecimento         | 3 de dezembro de 1986   |                                                               |
| Kosmos 1738 | Potok          | 4 de abril de 1986 03:45      | Proton-K/DM 8K72K     | Comunicação            | em órbita               |                                                               |
| Kosmos 1739 | Yantar-4K2     | 9 de abril de 1986 08:00      | Soyuz-U 11A511U       | Reconhecimento         | 7 de junho de 1986      |                                                               |
| Kosmos 1740 | Zenit-8        | 15 de abril de 1986 11:40     | Soyuz-U 11A511U       | Reconhecimento         | 28 de abril de 1986     |                                                               |
| Kosmos 1741 | Strela-2       | 17 de abril de 1986 21:02     | Kosmos-3M 11K65M      | Comunicação            | em órbita               |                                                               |
| Kosmos 1742 | Zenit-8        | 14 de maio de 1986 12:40      | Soyuz-U 11A511U       | Reconhecimento         | 28 de maio de 1986      |                                                               |
| Kosmos 1743 | Tselina-D      | 15 de maio de 1986 04:26      | Tsyklon-3 11K68       | ELINT                  | em órbita               |                                                               |
| Kosmos 1744 | Foton          | 21 de maio de 1986 16:30      | Soyuz-U 11A511U       | Materials              | 4 de junho de 1986      |                                                               |
| Kosmos 1745 | Parus          | 23 de maio de 1986 12:54      | Kosmos-3M 11K65M      | Navegação, Comunicação | em órbita               |                                                               |
| Kosmos 1746 | Resurs-F1      | 28 de maio de 1986 07:50      | Soyuz-U 11A511U       | Sensoriamento remoto   | 12 de junho de 1986     |                                                               |
| Kosmos 1747 | Zenit-8        | 29 de maio de 1986 09:20      | Soyuz-U 11A511U       | Reconhecimento         | 12 de junho de 1986     |                                                               |
| Kosmos 1748 | Strela-1M      | 6 de junho de 1986 03:57      | Kosmos-3M 11K65M      | Comunicação            | em órbita               | Lançado com Kosmos 1751-1755                                  |
| Kosmos 1749 | Strela-1M      | 6 de junho de 1986 03:57      | Kosmos-3M 11K65M      | Comunicação            | em órbita               | Lançado com Kosmos 1751-1755                                  |
| Kosmos 1750 | Strela-1M      | 6 de junho de 1986 03:57      | Kosmos-3M 11K65M      | Comunicação            | em órbita               | Lançado com Kosmos 1751-1755                                  |

* — Quando o satélites é destruido em órbita ao invés de na reentrada da atmosfera terrestre